# Armée de l'air sénégalaise
L'Armée de l'air sénégalaise est une grande 
formation créée le 1er avril 1961. Elle est la branche aérienne des forces armées du Sénégal. Embryonnaire à ses débuts, elle a été restructurée à partir des années 1980 avec des moyens matériels et humains plus adaptés aux différents enjeux stratégiques du pays.

## Missions
Les missions de l'’Armée de l’Air sénégalaise sont :
- la défense de l’espace aérien sénégalais ;
- la protection et la défense des zones aéroportuaires ;
- l’appui des autres forces dans le transport et l’aérolargage de matériels et des hommes ,
- de l’évacuation sanitaire ;
- de la surveillance et la protection des ressources halieutiques ;
- de la recherche et le sauvetage des avions et bateaux en perdition.

## Organisation
Sa principale base aérienne est la base aérienne 160 Dakar-Ouakam qui a été une base aérienne de l'Armée de l'air française, située dans la partie militaire au sud de l'aéroport international de Dakar-Léopold Sédar Senghor dans la commune de Ouakam, Dakar, au Sénégal, jusqu’à sa fermeture le 31 juillet 2011.
L’Armée de l’Air est organisée ainsi :
- Un État-Major dénommé EMAIR avec deux divisions : division Opérations et division Logistique ;
- Un Groupement de Soutien GSAA chargé de l’administration du personnel, du soutien logistique et de la défense des bases
- Un Groupement Opérationnel GOAA chargé des missions aériennes.
- Une École EAA chargée de la formation technique et professionnelle du personnel de l’Armée de l’Air.

## Galerie

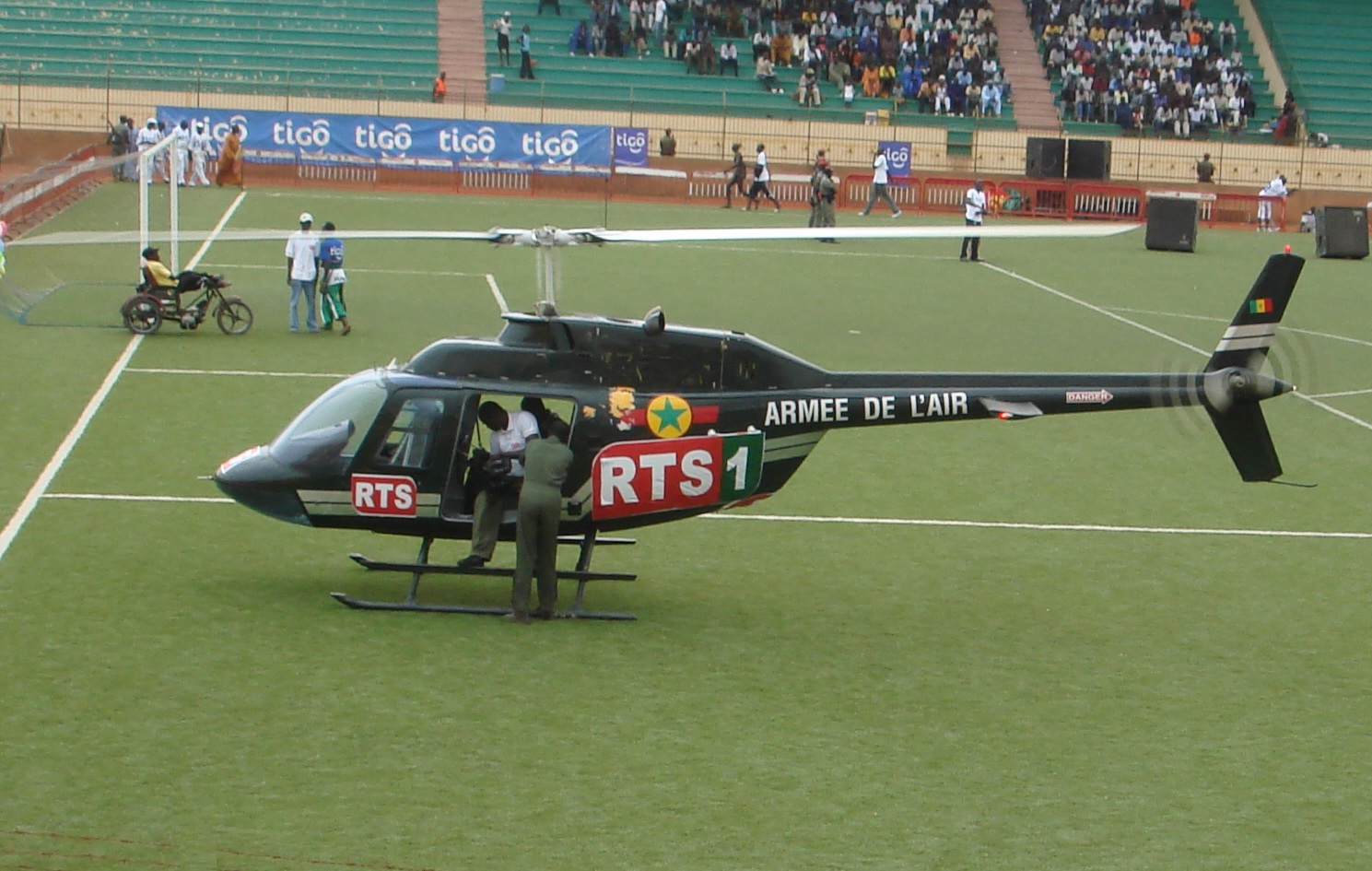
Fichier:DakarDembaDiop6_other_Bell_206_senegal.jpgBell 206 de l'Armée de l'air sur le terrain du stade Demba Diop en 2007.
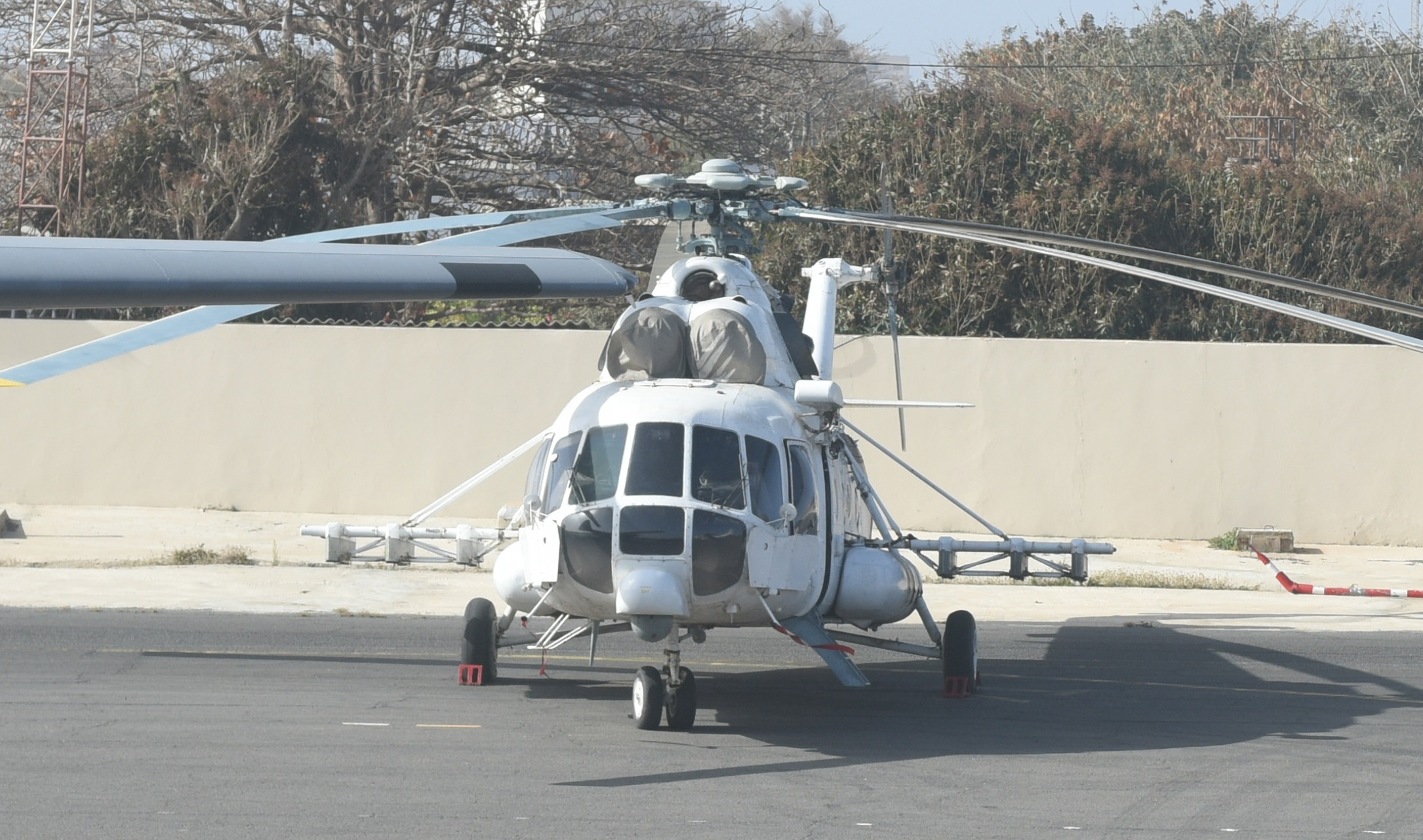
Fichier:Mi-17_senegalais_2018.jpgMil Mi-17 en 2018.
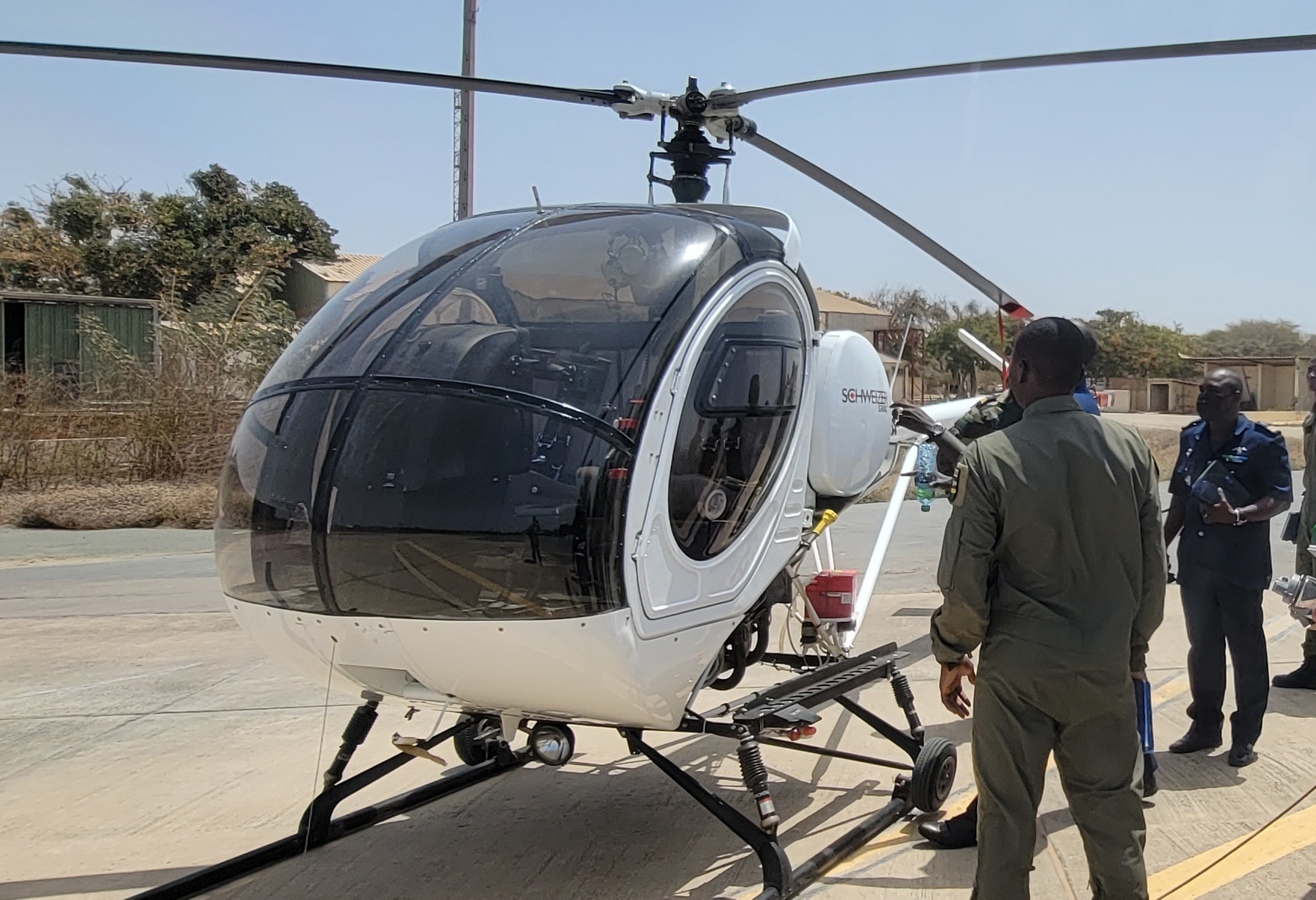
Fichier:Schweizer_S300_senegalais_en_2022_(cropped).jpgHélicoptère d'entraînement Schweizer S300 en 2022.
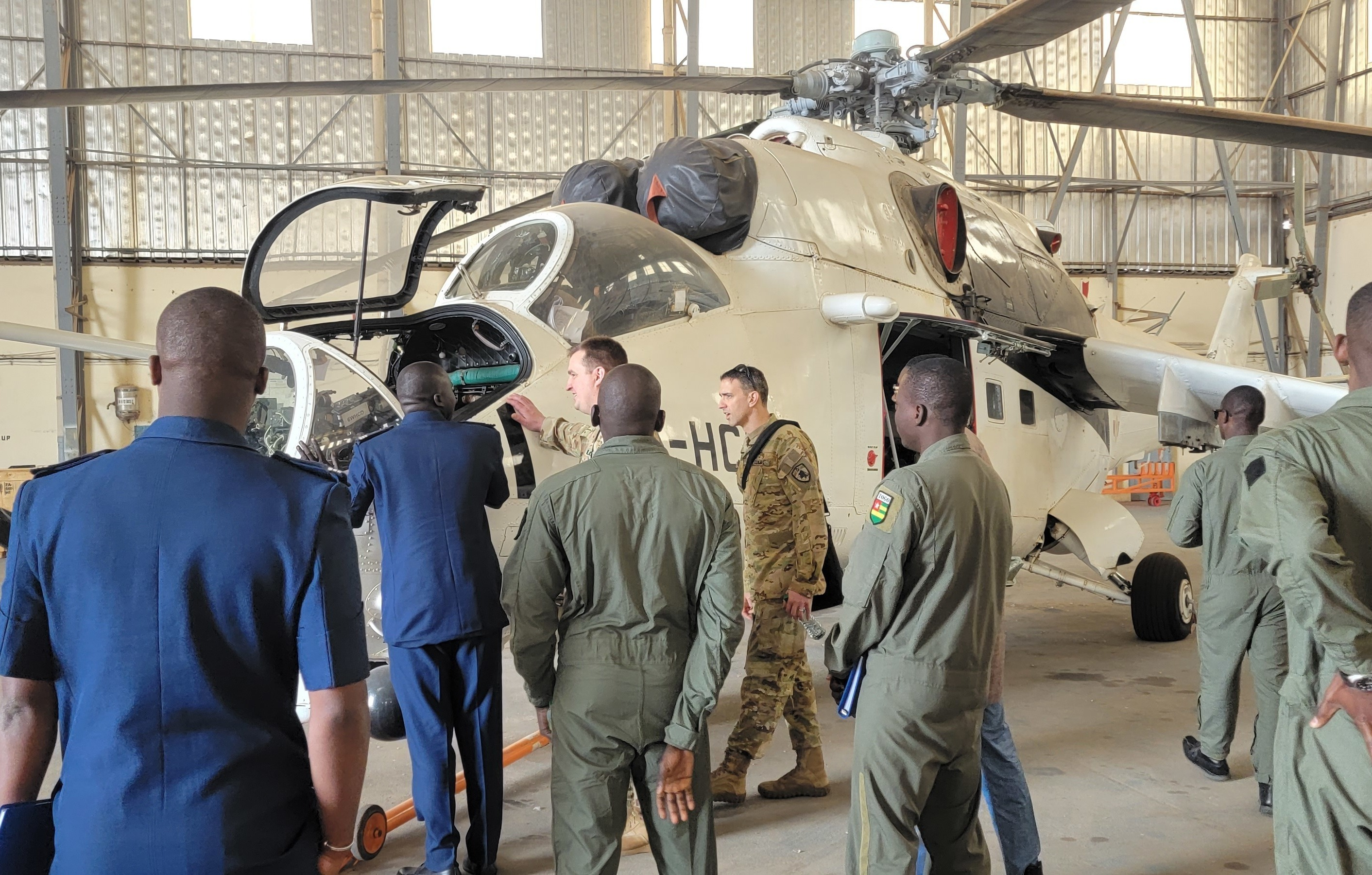
Fichier:Mi-24_senegalais_en_2022_(cropped).jpgMil Mi-24 avec une livrée blanche, caractéristique des opérations onusiennes, en 2022.

## Aéronefs et équipements

### Aéronefs et équipements en service
| Aéronefs             | Origine              | Type                           | En service           | Versions                    |
| Avion d'entraînement | Avion d'entraînement | Avion d'entraînement           | Avion d'entraînement | Avion d'entraînement        |
| -------------------- | -------------------- | ------------------------------ | -------------------- | --------------------------- |
| Diamond DA40         | Autriche             | Entraînement                   | 5                    | Tundra Star                 |
| Diamond DA42         | Autriche             | Entraînement                   | 4                    | DA42-VI                     |
| Socata TB-30         | France               | Entraînement                   | 8                    | TB-30 Epsilon               |
| KAI KT-1             | Corée du Sud         | Entraînement / Appui aérien    | 4                    | KA-1S                       |
| Avion de transport   |                      |                                |                      |                             |
| DHC-6 Twin Otter     | Canada               | Utilitaire / Reconnaissance    | 1                    | DHC-6-300                   |
| Beechcraft King Air  | États-Unis           | Transport VIP                  | 2                    | B200C King Air              |
| ATR 42               | France / Italie      | Transport                      | 1                    | ATR 42-300                  |
| CASA CN-235          | Espagne / Indonésie  | Transport                      | 1                    | CN-235-220                  |
| Airbus C295          | Union européenne     | Transport                      | 2                    | C295W                       |
| Hélicoptère          |                      |                                |                      |                             |
| Schweizer S300 (en)  | États-Unis           | Entraînement                   | 7                    | 300C                        |
| Bell 505             | États-Unis / Canada  | Entraînement                   | 3                    | Jet Ranger X                |
| Alouette III         | France               | Utilitaire / Entraînement      | 1                    | SA-316B                     |
| Agusta-Bell 206      | États-Unis / Italie  | Utilitaire / Entraînement      | 2                    | 206B3                       |
| AW139                | Italie               | Transport VIP                  | 1                    | AW139                       |
| Mil Mi-17            | Union soviétique     | Transport léger / Appui aérien | 4                    | MI-171Sh (2) / MI-17-1V (2) |
| Mil Mi-24            | Union soviétique     | Transport léger / Appui aérien | 5                    | MI-35P (2) / MI-24V (3)     |
| Patrouille maritime  |                      |                                |                      |                             |
| CASA CN-235          | Espagne / Indonésie  | Patrouille maritime            | 1                    | CN-235-220 MPA              |
| CASA C-212           | Indonésie            | Patrouille maritime            | 1                    | 212-200 MPA                 |
| Drone                |                      |                                |                      |                             |
| Skylark II           | Israël               | Reconnaissance                 | Inconnu              | Skylark II                  |
| Bluebird SpyLite     | Israël               | Reconnaissance                 | Inconnu              | -                           |
| Bayraktar Mini UAV   | Turquie              | Reconnaissance                 | Inconnu              | -                           |
| Bayraktar TB2        | Turquie              | Reconnaissance / Combat        | Inconnu              | -                           |
| Groupement Aérien    |                      |                                |                      |                             |
| Airbus A320neo       | Union européenne     | Transport VIP                  | 1                    | ACJ320neo                   |
| Radar                |                      |                                |                      |                             |
| Ground Master 400    | France               | Défense aérienne               | 2                    | GM 403                      |

### Aéronefs en commande
| Aéronefs            | Origine          | Type                                 | En commande     | Versions        |
| Avion de chasse     | Avion de chasse  | Avion de chasse                      | Avion de chasse | Avion de chasse |
| ------------------- | ---------------- | ------------------------------------ | --------------- | --------------- |
| KAI T-50            | Corée du Sud     | Entraînement avancé / Attaque au sol | 4               | FA-50           |
| Avion de transport  |                  |                                      |                 |                 |
| Airbus C295         | Union européenne | Transport                            | 1               | C295W           |
| Hélicoptère         |                  |                                      |                 |                 |
| AW139               | Italie           | Transport VIP                        | 2               | AW139           |
| Patrouille maritime |                  |                                      |                 |                 |
| Airbus C295         | Union européenne | Patrouille maritime                  | 1               | MPA Persuader   |

### Aéronefs retirés du service
Les premiers aéronefs de l'armée sénégalaise furent des Douglas C-47 Skytrain et des Max-Holste MH-1521 Broussard de l'armée française. Il reçut 5 Fouga CM-170 Magister anciennement brésiliens désormais hors d'usage.

## Bases opérationnelles

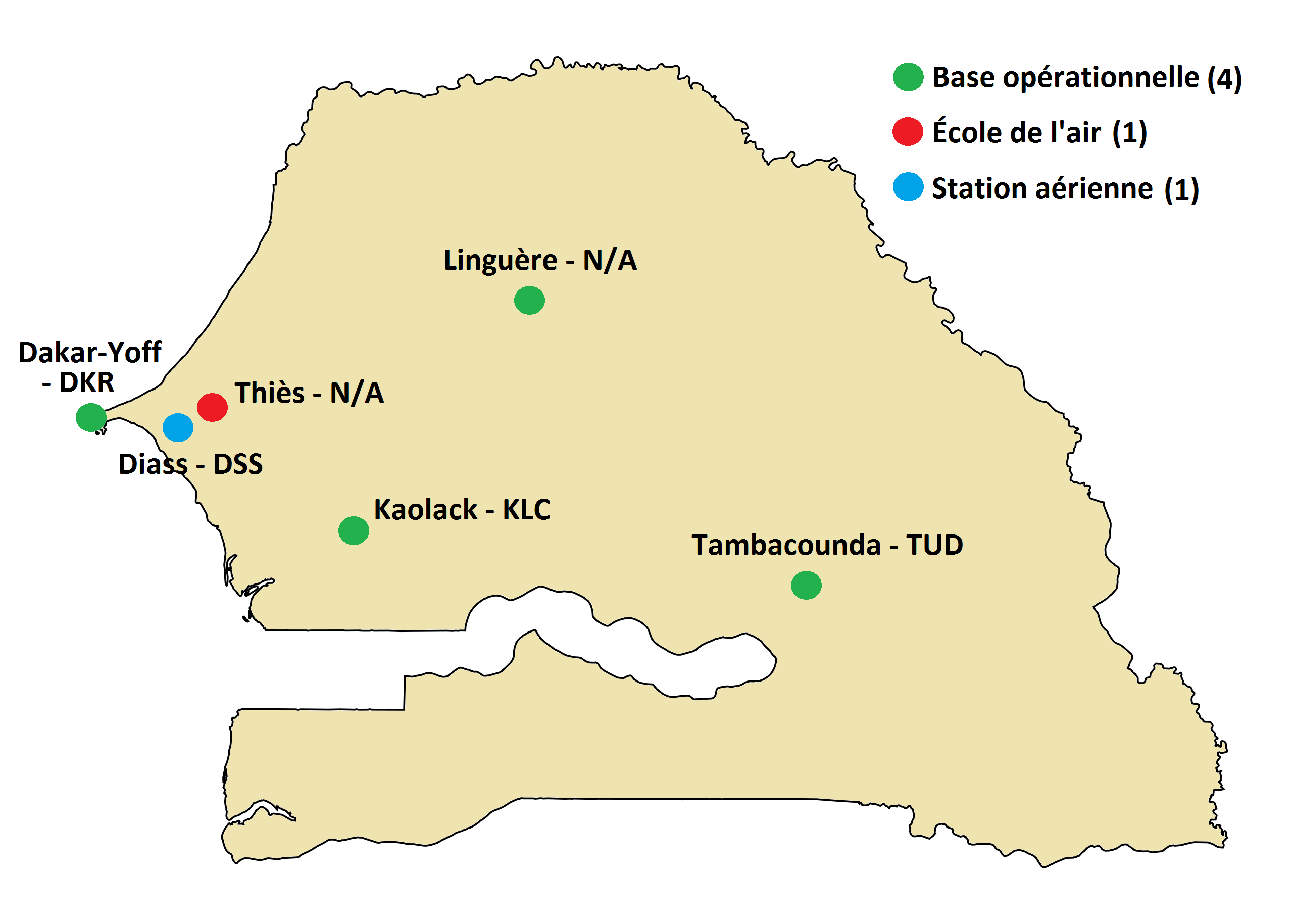
Bases de l'Armée de l'Air.

L'Armée de l'Air dispose de plusieurs bases opérationnelles dispersées sur le territoire sénégalais :
- Bases opérationnelles : Dakar, Kaolack, Linguère, Tambacounda
- École de l'Air : Thiès
- Station Aérienne : Diass

## Groupement Aérien Sénégalais

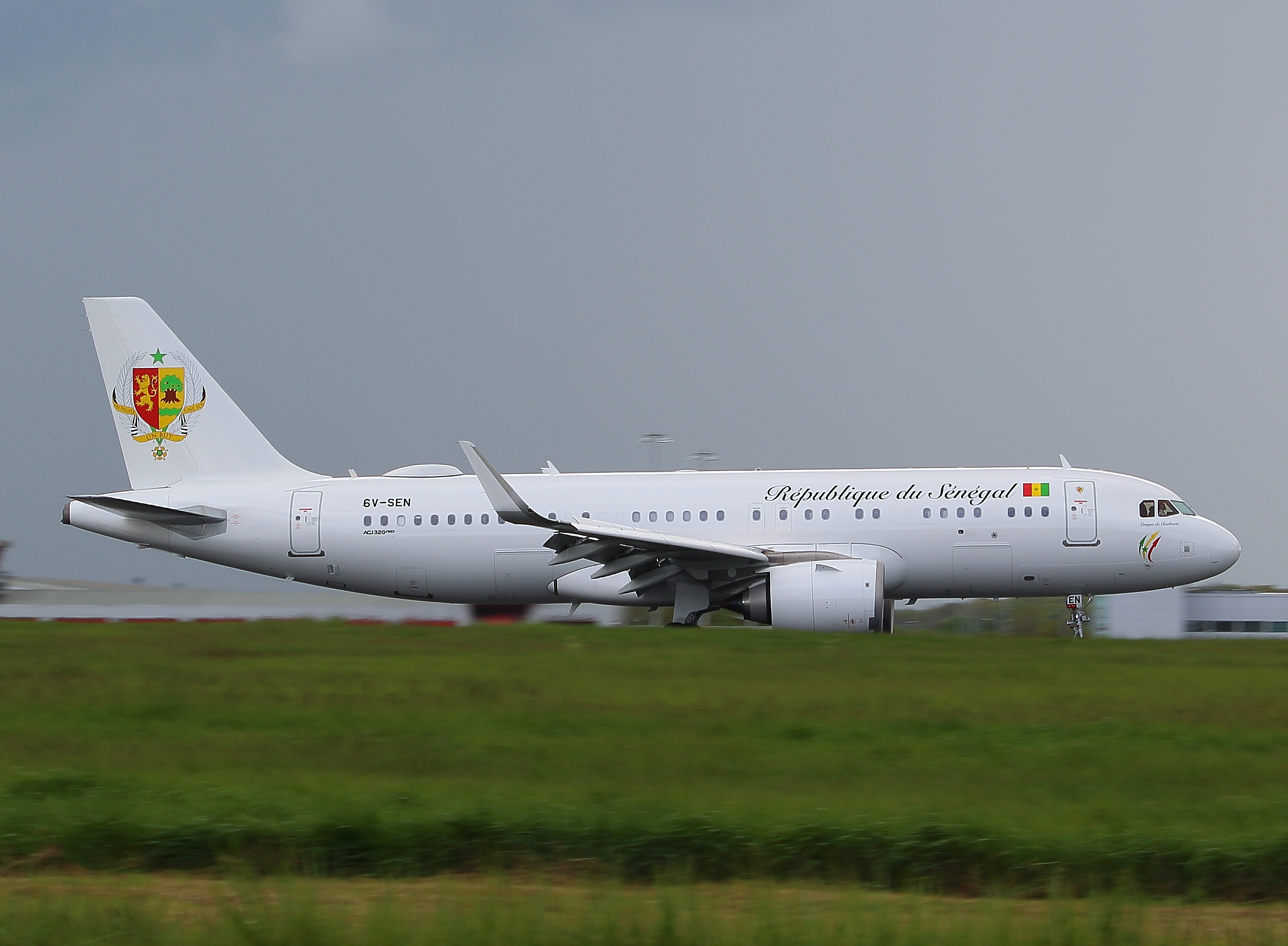
A320neo, Langue de Barbarie, du Groupement aérien depuis 2021.

Le Groupement Aérien est la compagnie aérienne gouvernementale du Sénégal basée à Dakar. Sa base principale est l'aéroport international Léopold-Sédar-Senghor. Il assure le transport du président de la République.
Le Groupement Aérien exploite un Airbus A320neo, immatriculé 6V-SEN, commandé auprès de l'avionneur européen en juin 2019 et réceptionné en juillet 2021. Il est baptisé Langue de Barbarie et remplace un Airbus A319-100CJ (Pointe Sarène) ayant des coûts d'exploitation jugés trop élevés. L'A319 , immatriculé 6V-ONE,, a été acheté à la France le 1er mars 2011 pour la somme de 32 millions d'euros et était exploité par l'escadron de transport 60, unité assurant le transport du président de la République française et des autorités gouvernementales.
Jusqu'en 2012, le groupement exploite également un Boeing 727-2M1/Adv Super 27-RE (immatriculé 6V-AEF Pointe de Sangomar) acquis en novembre 1976. Il avait été  modernisé au début des années 2000 pour plusieurs "dizaines de milliards de FCFA". En 2007, l'appareil avait été contraint à un atterrissage d'urgence en Espagne après qu'une vitre du cockpit se fut brisée. Depuis, le président Wade louait régulièrement des avions pour ses voyages à l'étranger. Cet appareil avait auparavant été utilisé par les présidents Léopold Sédar Senghor et Abdou Diouf.

## Liste des Chefs d'état-major
- Commandant Mamadou Mansour Seck
- Commandant Amadou Lam
- Colonel Mamadou Diop
- Colonel Sidy Bouya Ndiaye
- Colonel Raoul Dacosta
- Colonel Amadou Fall
- Colonel Meissa Tamba
- Colonel Mouhamadou M. Diawara
- Colonel Alain J.C Pereira
- Général de Brigade aérienne Ousmane Kane
- Général de Brigade aérienne Birame Diop
- Général de Brigade aérienne Joseph Mamadou Diop
- Général de brigade aérienne Pape Souleymane Sarr

## Grades
Au Sénégal, les grades et appellations de l'Armée de l'air sont ceux de la hiérarchie militaire générale et sont identiques à ceux de l'Armée de terre. En tant qu'ancienne colonie française, le Sénégal a conservé les mêmes grades et appellations que l'Armée de l'air française. Les tableaux suivants présentent l'évolution des différents grades, des militaires du rang jusqu'aux Officiers généraux.
|                | Officiers subalternes | Officiers subalternes | Officiers subalternes | Officiers supérieurs | Officiers supérieurs | Officiers supérieurs | Officiers généraux | Officiers généraux  |
| -------------- | --------------------- | --------------------- | --------------------- | -------------------- | -------------------- | -------------------- | ------------------ | ------------------- |
| Code OTAN      | OF-1                  | OF-1                  | OF-2                  | OF-3                 | OF-4                 | OF-5                 | OF-6               | OF-7                |
| Patte d'épaule |                       |                       |                       |                      |                      |                      |                    |                     |
| Grade          | Sous-lieutenant       | Lieutenant            | Capitaine             | Commandant           | Lieutenant-colonel   | Colonel              | Général de brigade | Général de division |
| Abréviation    | SLT                   | LTT                   | CNE                   | CDT                  | LCL                  | COL                  | GBA                | GDA                 |
| Appellation    | Mon lieutenant        | Mon lieutenant        | Mon capitaine         | Mon commandant       | Mon colonel          | Mon colonel          | Mon général        | Mon général         |

|                | Militaires du rang | Militaires du rang  | Militaires du rang | Militaires du rang | Sous-officiers subalternes | Sous-officiers subalternes | Sous-officiers supérieurs | Sous-officiers supérieurs |
| -------------- | ------------------ | ------------------- | ------------------ | ------------------ | -------------------------- | -------------------------- | ------------------------- | ------------------------- |
| Code OTAN      | OR-1               | OR-2                | OR-3               | OR-4               | OR-5                       | OR-6                       | OR-8                      | OR-9                      |
| Patte d'épaule | Pas d'insigne      |                     |                    |                    |                            |                            |                           |                           |
| Grade          | Aviateur           | Aviateur 1er classe | Caporal            | Caporal-chef       | Sergent                    | Sergent-chef               | Adjudant                  | Adjudant-chef             |
| Abréviation    | AVT                | AV1                 | CAL                | CLC                | SGT                        | SGC                        | ADJ                       | ADC                       |
| Appellation    | Aviateur           | Aviateur            | Caporal            | Caporal-chef       | Sergent                    | Chef                       | Mon adjudant              | Mon adjudant-chef         |